# Earthworm Jim (jeu vidéo)
Earthworm Jim est un jeu vidéo de plates-formes de David Perry et de Doug TenNapel (concept original) pour Virgin Interactive, sorti sur Mega Drive, Super Nintendo, Game Gear, Game Boy, Mega-CD et PC en 1994.
Le jeu est très représentatif des jeux de  David Perry sur consoles 16-bits (voir aussi Global Gladiators, Cool Spot et Aladdin) : l'animation est extrêmement détaillée et réussie et le graphisme coloré et recherché. Il s'agit du seul jeu de David Perry sur les consoles de cette génération qui ne soit pas tiré d'une licence déjà existante.
Le jeu a été remastérisé sur PlayStation 3, Xbox 360 et Windows Phone sous le titre Earthworm Jim HD.

## Développement
David Perry, développeur pour Virgin Interactive, réalise trois projets en 1992 et 1993 (Global Gladiators, Cool Spot  et Aladdin) avant de fonder son studio de développement, Shiny Entertainment. Pour sa première production avec Shiny Entertainment, David Perry souhaite réaliser un jeu de plateforme original. Shiny Entertainment développe pour le jeu un nouvel outil d'animation baptisé Animotion, permettant d'obtenir des animations plus fluides. Toutes les images issues du jeu sont dessinées à la main au crayon selon Perry puis transférées sur ordinateur. Les versions Mega Drive et Super Nintendo sont développées en même temps, David Perry s'occupe de la programmation pour la version Mega Drive et Nick Jones pour la version Super Nintendo. Douglas TenNapel, designer du personnage d'Earthworm Jim, réalise également un comic strip de l'histoire du jeu,.
Le développement du jeu est réalisé en sept mois, la version Mega Drive d'Earthworm Jim contient un niveau supplémentaire par rapport à la version Super Nintendo,. Shiny Entertainment investit un budget de 1,5 million de dollars pour ce projet. La version Super Nintendo programmée en parallèle par Nick Jones dure également 7 mois, le développement débute en novembre 1993 avec 7 personnes impliquées : 2 programmeurs, 2 graphistes chargés des décors et 3 animateurs. Earthworm Jim sort aux États-Unis le 12 octobre 1994 et en France en novembre 1994 pour la version Super Nintendo et en décembre 1994 pour la version Mega Drive,.

## Système de jeu
Le joueur dirige Jim, un ver de terre qui a obtenu une combinaison humanoïde qui lui permet de courir, grimper et tirer avec les armes trouvées au cours du jeu ; elle permet aussi à Jim d'utiliser sa tête en guise de fouet. À l'origine, cette super combinaison fut créée par le Professeur Face-de-Macaque et devait être acheminée par Psy-Crow. Elle est destinée à la base à la méchante Reine Fesse-de-limace. Pas de chance pour Psy-Crow car la combinaison tombe sur Terre et s'écrase sur Jim.

## Personnages

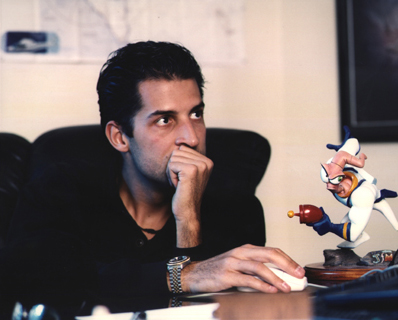
David Perry, programmeur du jeu.

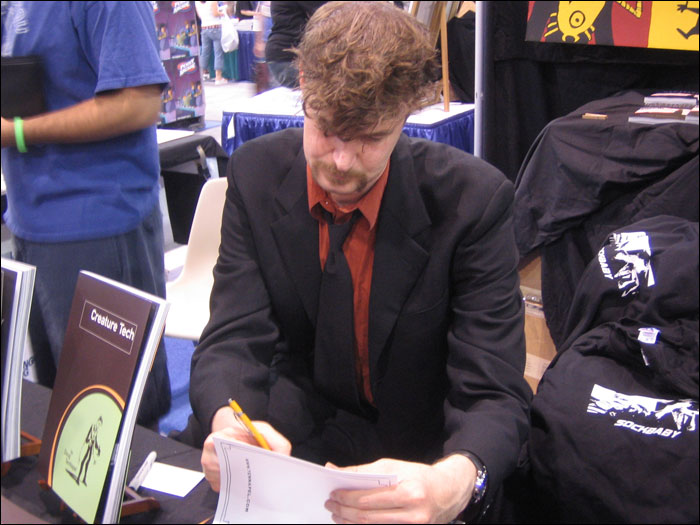
Doug TenNapel, créateur du personnage de Jim.

Le protagoniste du jeu se nomme Jim. Il vivait autrefois sur Terre en tant que simple lombric mais un jour qu'un corbeau le poursuit, une combinaison perdue depuis l'espace lui tombe dessus et il se retrouve « intelligent », fort et habile. Il est armé d'un pistolet à plasma mais peut trouver d'autres armes. Il peut faire l'hélico, fouetter et se suspendre avec sa tête. Il a pour ami de Peter le Chiot qui, à première vue, ressemble à un gentil chien inoffensif mais sous le coup de la douleur et la contrariété (y compris la dispute), il se transforme en un gigantesque cerbère sanguinaire pour exprimer sa colère.
Du côté des autres personnages peuvent être notés, Princesse C'est-quoi-son-nom-déjà, un termite très sexy et sœur de la Maléfique Reine. Chuck, un ivrogne sadique, pervers, mauvais, sale et agressif vivant dans Dépotoir-ville. Perché en haut d'une chaîne, il balance toutes sortes de saletés à la figure des indésirables, et son chien Fifi, monstruosité dotée d'une chaîne, mieux vaut ne pas le rencontrer sous peine d'être transformé en pâtée. Evil le chat vit sur la torride planète Heck (Enfer) et est protégé par des avocats véreux ayant plus d'un tour dans leur valise et des bonshommes de neige exécuteurs. Il est intelligent et vicieux et se sert de ses longues griffes pour écharper ses victimes, avantagé par ses neuf vies. Major Mucus, un extra-terrestre visqueux venu de la planète gluante Phlegm dont il est le dictateur,. Il adore faire du saut au fil de morve tout en tuant les gens. Jim a déjà eu affaire à lui dans une partie particulièrement dangereuse de saut à l'élastique. Sa plus grande obsession est de faire souffrir Jim avant de le noyer dans un bain de morve où repose son animal de compagnie.
Du côté des antagonistes peuvent être notés, Psy-Crow,, un corbeau, pire ennemi de Jim et chasseur de primes privé de la Maléfique Reine. Armé de crochets, harpon et autres objets tranchants, il est aussi muni d'un jetpack dorsal afin d'égaler Jim dans les courses aux astéroïdes. Sa mission est de reprendre le cyber-costume et de le rendre à la Reine, tout en tuant Jim. Le Professeur Face-de-Macaque, professeur homme en bas et singe en haut ou inversement, créateur de la combinaison de Jim. Il(s) se terre(nt) dans le niveau 5. Bob et no 4, Bob n'est qu'un minuscule poisson rouge avec de grandes ambitions, notamment celle concernant la conquête de l'univers mais pour cela il a besoin de la super combinaison et son chat drone no 4 fera tout pour la lui apporter. Pour finir, la malfaisante Reine, enflée, purulente, difforme, suintante, pestilentielle...Fesse-de-limace, sœur de la princesse C'est-quoi-son-nom-déjà, est celle qui se trouve à la tête de ce panier de crabes et qui aimerait déguster Jim en sandwich.

## Version Special Edition
Une version Mega-CD et PC du jeu est sortie en 1995 sous le nom de Earthworm Jim: Special Edition. Cette version améliorée apporte une meilleure qualité de son au niveau des musiques, des zones supplémentaires, une fin modifiée et une nouvelle arme qui est un missile à tête chercheuse. Par contre, les graphismes restent quasiment les mêmes que ceux de la version Mega Drive.

## Bande son
Le thème d'Evil le Chat reprend les premières secondes d'Une nuit sur le mont Chauve de Modeste Moussorgsky.

## Équipe de développement
- Programmation : David Perry (Mega Drive), Dave Looker, Kevin J. Grantham, Dave Pridmore, Tim Rogers (Game Boy)
- Programmation additionnelle : Nick Jones, Andy Astor
- Concept original : Douglas TenNapel
- Création des niveaux : Tom Tanaka
- Réalisateur des animations : Mike Dietz
- Animateurs : Edward Schofield, Douglas TenNapel
- Réalisateur artistique : Nick Bruty
- Lead Artist : Stephen Crow (Mega Drive), Andy Bee, Nigel Bentley, Steve Bedser (Game Boy)
- Illustrations : Eric Ciccone, Mike Pilotti
- Clean Up : Clark Sorenson
- Illustrations additionnelles : Lin Shen
- Musique et effets sonores : Tommy Tallarico (non crédité[10]), Keith Arem (non crédité), Mark Miller (conversion Super Nintendo[10]), Martin Walker (Game Boy)
- Réalisé par : Shiny Entertainment
- Production : David A. Luehmann
- Outils de développement : Andy Astor, Dan Chang, Psy-Q, Rob Northern Computing
- Remerciements : Playmates Toys, Richard Sallis, Becky Tran

## Réception critique
Le jeu est noté 97 % sur Super Nintendo dans le magazine français Joypad par Trazom et TSR. Dans un encart dédié à la comparaison d'avec la version Mega Drive les testeurs expliquent que dans la mesure du possible il faut posséder les deux versions car si la version Super Nintendo dispose de scrollings supplémentaires, d'effets de transparence et de plus de couleurs que sur la version Mega Drive, la version de cette dernière prévue en sortie pour le mois suivant, dispose d'un niveau supplémentaire (Intestine), de meilleurs effets sonores (4 Mo supplémentaires), et d'une maniabilité revue et corrigée.
Le magazine Mega Force spécialisé dans les machines Sega, teste la version Mega Drive et attribue également une note de 97 %, ne relevant aucun défaut majeur et conclut le test avec un jeu qui est « est très bon mélange de plates-formes et d'action ».

## Suites
Le jeu a connu deux suites : 
- Earthworm Jim 2 sur Mega Drive, Super Nintendo, Saturn, PC et PlayStation, Game Boy Advance
- Earthworm Jim 3D sur Nintendo 64 et PC

Un quatrième épisode des aventures d'Earthworm Jim avait annoncé mais il s'est avéré que cette nouvelle était fausse, cela fut confirmé par Doug TenNapel, lui-même. Une version PSP avait lui aussi, été annoncé mais fut annulée peu de temps après sa présentation car faute de droit d'auteur, on ignore si cette version devait être un simple portage ou alors, une relance de la série. En 2010, le jeu a été remasterisé sur consoles Xbox 360 et PlayStation 3 en Earthworm Jim HD. Le titre fait également partie de la sélection de jeux de la Megadrive Mini.

## Adaptation
Grâce à son succès, la série a eu droit à une adaptation en dessin animé du même nom non diffusée en France.